# Кинешов, Иван Наумович
Иван Наумович Кинешо́в (1922 — 24 сентября 1943) — советский офицер, пехотинец во время Великой Отечественной войны, гвардии лейтенант.Герой Советского Союза (1944, посмертно).

## Биография
Родился в 1922 году в селе Елфимово Лукояновского района Нижегородской области.
После окончания семилетки работал в колхозе, был секретарём сельской комсомольской организации.
В начале Великой Отечественной войны его направляют на краткосрочные командирские курсы. После их окончания лейтенант Кинешов был назначен командиром мотострелковой роты 3-го мотострелкового батальона 11-й мотострелковой бригады 10-го танкового корпуса 1-й Украинский фронт. Участвовал во многих оборонительных и наступательных боях.
Совершил подвиг под Киевом. В ночь с 23 на 24 сентября 1943 года под ураганным огнём противника Кинешов вместе со своей ротой на подручных средствах переправился на правый берег Днепра, захватил плацдарм в районе деревни Монастырки и удерживал его до тех пор, пока все подразделения мотострелкового батальона не форсировали реку.
В тяжелом бою на плацдарме Кинешов умело руководил и уничтожил до 40 солдат и офицеров противника. В этом бою он и погиб.
Указом Президиума Верховного Совета СССР «О присвоении звания Героя Советского Союза генералам, офицерскому, сержантскому и рядовому составу Красной Армии» от 10 января 1944 года за «образцовое выполнение боевых заданий командования на фронте борьбы с немецко-фашистскими захватчиками и проявленные при этом отвагу и геройство» удостоен посмертно звания Героя Советского Союза.
Похоронен знаменитый нижегородец в деревне Монастырке Ржищевского района Киевской области.

## Награды
- Медаль «Золотая Звезда» Героя Советского Союза (10 января 1944, посмертно);
- орден Ленина (10 января 1944, посмертно).

## Память
На его могиле установлен памятник. В Лукояновском народном музее находится портрет Героя.
В селе Елфимово ему поставлен обелиск.